# Мехмет Дінчер
Мехмет Гекчен Дінчер (тур. Mehmet Gökçen Dinçer, нар. 20 лютого 1933, Стамбул) — турецький футболіст, що грав на позиції півзахисника за клуб «Фенербахче».

## Клубна кар'єра
У футболі відомий виступами за команду «Фенербахче», кольори якої і захищав протягом усієї своєї кар'єри гравця. 

## Виступи за збірну
Був присутній в заявці збірної на чемпіонаті світу 1954 року у Швейцарії, але на поле не виходив.